# Alloteleia appendiculata
Alloteleia appendiculata är en stekelart som beskrevs av Jean-Jacques Kieffer 1917. Alloteleia appendiculata ingår i släktet Alloteleia och familjen Scelionidae. Inga underarter finns listade i Catalogue of Life.